# Iszkaszentgyörgy
Iszkaszentgyörgy è un comune dell'Ungheria di 1.901 abitanti (dati 2001). È situato nella contea di Fejér.